# Heerlijkheid Straßberg
Straßberg was een tot de Zwabische Kreits behorende heerlijkheid binnen het Heilige Roomse Rijk.
Burcht en dorp Straßberg waren in de dertiende en veertiende eeuw als leen van de abdij Buchau in handen van de graven van Hohenberg. Van 1345 tot 1420 waren de heren van Reischach leenman. Zij breidde het gebied met de Kaiseringen en Frohnstetten uit tot de heerlijkheid Straßberg.
In 1511 verkreeg Wolf van Homburg van keizer Maximiliaan I het halsgerecht. In 1532 werd de heerlijkheid aan de heren van Westerstetten verkocht. Toen deze familie in 1625 uitstierf, nam de abdij Buchau het bestuur zelf in handen. 
Paragraaf 13 van de Reichsdeputationshauptschluss van 25 februari 1803 kende de abdij Buchau toe aan de vorsten van Thurn und Taxis. Daarmee kwam ook de heerlijkheid Straßberg aan Thurn und Taxis.
Artikel 24 van de Rijnbondakte stelde de heerlijkheid Straßberg onder de soevereiniteit van het vorstendom Hohenzollern-Sigmaringen: de mediatisering.